# Schronisko Majlátha
Schronisko Majlátha (słow. Majláthova chata, Majláthka; węg. Majláth-menedékház) – schronisko turystyczne położone nad Popradzkim Stawem w słowackich Tatrach Wysokich. Budynek znajduje się na północno-zachodnim brzegu jeziora, na wysokości 1506 m n.p.m. (na stronie internetowej obiektu podawana jest wysokość 1500 m) w bezpośrednim sąsiedztwie schroniska nad Popradzkim Stawem.

## Historia
Pierwsze schronisko w tym miejscu zostało wybudowane w 1879 r. przez Węgierskie Towarzystwo Karpackie (MKE) pod nazwą Majláth-menedékház (słow. Majláthova chata, niem. Majláthhütte, Majláth-Schutzhaus) – upamiętniała ona pomysłodawcę budowy, węgierskiego działacza turystycznego Bélę Majlátha. Schronisko spłonęło już w następnym roku, natomiast imieniem Majlátha określano nieoficjalnie również kolejne budynki wzniesione w tym miejscu. Następne, kamienne schronisko o trzech izbach postawiono w 1881 r. Znane było także jako Popradská chata, jednak przetrwało tylko 9 lat i podzieliło los poprzedniego budynku w roku 1890. Przed pożarem schroniskiem zarządzał przewodnik Pavol Záborský, pod którego nadzorem powiększono je o krytą werandę. W latach 1892–1897 nad Popradzkim Stawem stało trzecie już schronisko. Wybudował je właściciel ziemi, Ferencz Máriássy. Chata była kamienno-drewniana i składała się z trzech izb. Od 1897 tereny przeszły na własność Christiana Hohenlohe, który zburzył budynek i w 1899 r. wybudował kolejny, drewniany, który przetrwał aż do 1964 r. Schronisko od 1951 r. nosiło imię kpt. Štefana Morávki. W latach 1928–1938 współdzierżawił je malarz Otakar Štáfl, mieszkający w nim wraz z żoną Vlastą Štáflovą. Na początku II wojny światowej z budynku korzystali słowaccy dywersanci hitlerowscy, później ukrywali się tu Polacy.
W 1961 roku pod ciężarem śniegu zawalił się dach schroniska, które dodatkowo 25 października 1964 r. częściowo spłonęło. Po pożarze rozebrano pozostałości po budynku. Obok nich na początku lat 60. powstał obecny hotel (Chata pri Popradskom plese).

## Współczesność
W 2006 r. rozpoczęto starania mające na celu odbudowę, a właściwie ponowną budowę Schroniska Majlátha. Inicjatorem prac był taternik Pavol Lazar, natomiast autorami projektu byli Marek Uhliarik i Dana Zongorová. Podczas opracowywania planu budynku wzorowano się, choć nie w sposób ścisły, na ukończonym w 1899 roku schronisku Christiana Hohenlohe. W efekcie ściany chaty przypominają mur pruski, a bryła nowego budynku zbliżona jest do poprzednika. Jednocześnie schronisko łączy elementy historyczne i nowoczesne. Budynek przekazano do użytkowania 30 grudnia 2010 r., a oficjalne otwarcie miało miejsce pod koniec lutego 2011 roku. Budowa współfinansowana była ze środków funduszu operacyjnego Unii Europejskiej.
Początkowo schronisko oferowało nocleg dla 14 osób w czterech pokojach, później było to 16 miejsc (włącznie z dostawkami) w pięciu pokojach o podwyższonym standardzie. Obecnie dostępne jest zakwaterowanie dla 15 gości (jeden pokój pięcioosobowy, dwa czteroosobowe i jeden dwuosobowy). Każdy z pokoi ma oddzielną łazienkę i toaletę, jak również dostęp do telewizji i bezprzewodowego internetu. Do dyspozycji turystów pozostaje bufet z 48 miejscami siedzącymi, a w okresie letnim także stoły ustawione na zewnątrz budynku dla ponad 200 osób.
Chatarami są obecnie Katarína i Milan Blaško.

## Szlaki turystyczne
Przy schronisku znajduje się węzeł szlaków turystycznych:
  – znakowana czerwono Magistrala Tatrzańska prowadząca ze Szczyrbskiego Jeziora nad Popradzki Staw, a stąd dalej w kierunku Przełęczy pod Osterwą i dalej do Batyżowieckiego Stawu.
- Czas przejścia ze Szczyrbskiego Jeziora nad staw: 1:15 h, ↓ 1:05 h
- Czas przejścia znad stawu na Przełęcz pod Osterwą: 1 h, ↓ 45 min

    – zielony ze Szczyrbskiego Jeziora, odchodzący od czerwonego po 30 min. Czas przejścia całej trasy: 1:15 h, ↓ 1:05 h
  – niebieski od stacji kolei elektrycznej Popradské pleso nad Popradzki Staw, a stąd dalej w górę Doliny Mięguszowieckiej do rozwidlenia ze szlakiem czerwonym na Rysy i na Koprową Przełęcz.
- Czas przejścia od stacji do stawu: 1 h, ↓ 35 min
- Czas przejścia znad stawu na Wyżnią Koprową Przełęcz: 2:15 h, ↓ 1:45 h

    – niebieskim szlakiem w górę Doliny Mięguszowieckiej i przez Dolinę Żabią Mięguszowiecką i Wagę na Rysy. Czas przejścia: 2:15 h, ↓ 1:45 h
  – żółty do Tatrzańskiego Cmentarza Symbolicznego pod Osterwą, stamtąd w dół do szlaku niebieskiego w Dolinie Mięguszowieckiej. Czas przejścia: 45 min w obie strony.
Szlak żółty otwarty jest tylko w sezonie letnim (15 czerwca – 31 października).